# Alpin skidåkning vid olympiska vinterspelen 1984

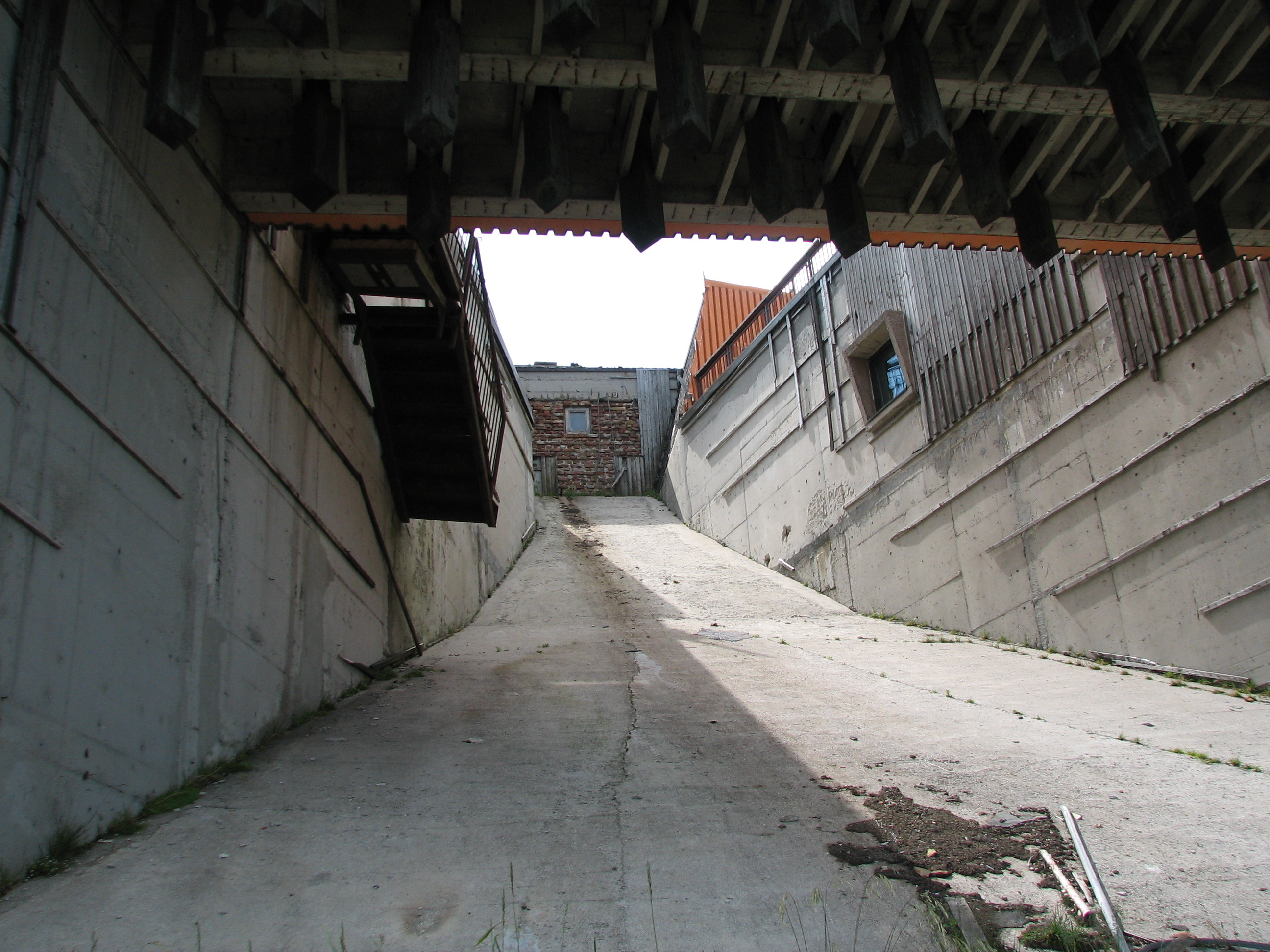
Störtloppets start.

## Medaljtabell
| Pl. | Nation          | Guld | Silver | Brons | Totalt |
| --- | --------------- | ---- | ------ | ----- | ------ |
| 1   | USA             | 3    | 2      | 0     | 5      |
| 2   | Schweiz         | 2    | 2      | 0     | 4      |
| 3   | Italien         | 1    | 0      | 0     | 1      |
| 4   | Frankrike       | 0    | 1      | 2     | 3      |
| 5   | Jugoslavien     | 0    | 1      | 0     | 1      |
| 6   | Liechtenstein   | 0    | 0      | 2     | 2      |
| 7   | Österrike       | 0    | 0      | 1     | 1      |
| 7   | Tjeckoslovakien | 0    | 0      | 1     | 1      |

## Resultat

### Herrar
| Gren                   | Guld              | Guld    | Silver                  | Silver  | Brons                        | Brons   |
| Störtlopp Detaljer...  | Bill Johnson USA  | 1:45,59 | Peter Müller Schweiz    | 1:45,86 | Anton Steiner Österrike      | 1:45,95 |
| Storslalom Detaljer... | Max Julen Schweiz | 2:41,18 | Jure Franko Jugoslavien | 2:41,41 | Andreas Wenzel Liechtenstein | 2:41,75 |
| Slalom Detaljer...     | Phil Mahre USA    | 1:39,41 | Steve Mahre USA         | 1:39,62 | Didier Bouvet Frankrike      | 1:40,20 |

### Damer
| Gren                   | Guld                    | Guld    | Silver                  | Silver  | Brons                           | Brons   |
| Störtlopp Detaljer...  | Michela Figini Schweiz  | 1:13,36 | Maria Walliser Schweiz  | 1:13,41 | Olga Charvátová Tjeckoslovakien | 1:13,53 |
| Storslalom Detaljer... | Debbie Armstrong USA    | 2:20,98 | Christin Cooper USA     | 2:21,38 | Perrine Pelen Frankrike         | 2:21,40 |
| Slalom Detaljer...     | Paoletta Magoni Italien | 1:36,47 | Perrine Pelen Frankrike | 1:37,38 | Ursula Konzett Liechtenstein    | 1:37,50 |

## Herrar

### Slalom
| Medalj | Namn          | Nation    | Tid     |
| Guld   | Phil Mahre    | USA       | 1.39,41 |
| Silver | Steve Mahre   | USA       | 1.39,62 |
| Brons  | Didier Bouvet | Frankrike | 1.40,20 |

### Storslalom
| Medalj | Namn           | Nation        | Tid     |
| Guld   | Max Julen      | Schweiz       | 2.41,18 |
| Silver | Jure Franko    | Jugoslavien   | 2.41,41 |
| Brons  | Andreas Wenzel | Liechtenstein | 2-41,75 |

### Störtlopp
| Medalj | Namn          | Nation    | Tid     |
| Guld   | Bill Johnson  | USA       | 1.45,59 |
| Silver | Peter Müller  | Schweiz   | 1.45,86 |
| Brons  | Anton Steiner | Österrike | 1.45,95 |

## Damer

### Slalom
| Medalj | Namn            | Nation        | Tid     |
| Guld   | Paoletta Magoni | Italien       | 1.25,09 |
| Silver | Perrine Pelen   | Frankrike     | 1.26,50 |
| Brons  | Ursula Konzett  | Liechtenstein | 1.27,89 |

### Storslalom
| Medalj | Namn             | Nation    | Tid     |
| Guld   | Debbie Armstrong | USA       | 2.41,66 |
| Silver | Christin Cooper  | USA       | 2.42,12 |
| Brons  | Perrine Pelen    | Frankrike | 2.42,41 |

### Störtlopp
| Medalj | Namn            | Nation          | Tid     |
| Guld   | Michela Figini  | Schweiz         | 1.37,52 |
| Silver | Maria Walliser  | Schweiz         | 1.38,22 |
| Brons  | Olga Charvátová | Tjeckoslovakien | 1.38,36 |